# Poa elanata
Poa elanata är en gräsart som beskrevs av Yi Li Keng och Nikolai Nikolaievich Tzvelev. Poa elanata ingår i släktet gröen, och familjen gräs.
Artens utbredningsområde är Qinghai (Kina). Inga underarter finns listade i Catalogue of Life.